# 포트 카슨
포트 카슨(Fort Carson)는 콜로라도스프링스 엘패소군, 프레몬트군, 푸에블로군에 걸처있는 미국 육군의 요새이다. 19세기 아메리카 대륙 서부 탐험가이자 남북 전쟁에서 북군으로 종군한 종사한 크리스토퍼 "키트" 카슨 준장의 이름을 딴 이 군사 시설의 면적은 약 137,000 에이커 (550 km2)으로, 엘파소군에 있는 시설 일부는 인구 조사 지정 구역으로 지정되어 있다.

## 역사

### 캠프 카슨
일본 제국 해군의 진주만 공격에 따라 전쟁부는 도시 남쪽의 토지를 매입하였다.
따라 증원될 병력을 모아 무장시키고 훈련하는 훈련캠프 중의 하나로서 1942년부터 건설하여 1월 31일에 첫 건물이 세워졌다.

### 포트 카슨
1954년에 영구시설인 포트로 지정되어다.

## 시설
버츠 육군 비행장

## 주둔

### 미국 육군
- 제4보병사단
  - 본부 및 본부대대
  - 제1여단전투단 (스트라이커)
  - 제2여단전투단 (스트라이커)
  - 제3여단전투단 (기갑)
  - 제4전투항공여단
  - 제4지원여단
  - 제4보병사단 포병대
- 의무부처
- 치의건강처
- 제4안보전력원조여단
- 제10특전단
- 제71병기단
- 제4공병대대
- 제759군사정보대대
- 제440민사대대
- 제627병원센터
- 카슨 육군야전지원대대 (제407육군야전지원여단)
- 세계급 애틀랜틱 프로그램
- 제1우주여단
- 로키산맥 CID 현장사무소

#### 미국 공군
- 제13항공작전지원전대

## 참고
1. ↑  “QuickFacts: Fort Carson CDP, Colorado” (영어). 2020년 9월 10일에 확인함.

- “Fort Carson History” (영어). Fort Carson Public Affairs Office. 2020년 9월 10일에 확인함.